# Karlín (Dolní Poustevna)
Karlín je malá vesnice, část města Dolní Poustevna v okrese Děčín. Nachází se asi 2 km na severovýchod od Dolní Poustevny. Je zde evidováno 48 adres. V roce 2011 zde trvale žilo 59 obyvatel.
Karlín leží v katastrálním území Horní Poustevna o výměře 4,11 km2.

## Historie
První písemná zmínka o obci pochází z roku 1787. Do roku 1946 nesla obec název Karolinsthal.

## Obyvatelstvo
|                                                                          | 1869 | 1880 | 1890 | 1900 | 1910 | 1921 | 1930 | 1950 | 1961 | 1970 | 1980 | 1991 | 2001 | 2011 |
| ------------------------------------------------------------------------ | ---- | ---- | ---- | ---- | ---- | ---- | ---- | ---- | ---- | ---- | ---- | ---- | ---- | ---- |
| Obyvatelé                                                                | 232  | 306  | 307  | 269  | 361  | 281  | 308  | 155  | 121  | 120  | 64   | 61   | 60   | 59   |
| Domy                                                                     | 46   | 47   | 46   | 47   | 51   | 50   | 52   | 53   | .    | 34   | 26   | 26   | 23   | 29   |
| Počet domů z roku 1961 je zahrnut v domech místní části Dolní Poustevna. |      |      |      |      |      |      |      |      |      |      |      |      |      |      |